# 張耀心
張耀心（英語：Cheung Yiu-sum），綽號「水媽」，香港本土派組織熱血公民成員，現於《熱血時報》節目《熱血親子團》擔任節目主持。亦曾經為立法會鄭松泰議員青衣辦事處職員，已婚，育有一子。

## 參與選舉

### 2016年香港立法會選舉
2016年5月30日，張耀心在接受熱血時報專訪表示有考慮代表熱血公民出選的意欲。
2016年7月16日，聯同鄭松泰正式報名參選立法會選舉新界西地區直選議席，並排在候選名單次席。
2016年8月1日，簽署承諾書後，與鄭松泰雙雙獲得參選資格。
2016年9月4日，得到54,496張地區選票，拍檔鄭松泰成功當選。